# Eden (Wyoming)
Eden é uma Região censo-designada localizada no estado norte-americano de Wyoming, no Condado de Sweetwater.

## Demografia
Segundo o censo norte-americano de 2000, a sua população era de 388 habitantes.

## Geografia
De acordo com o United States Census Bureau tem uma área de
173,7 km², dos quais 173,6 km² cobertos por terra e 0,1 km² cobertos por água.

## Localidades na vizinhança
O diagrama seguinte representa as localidades num raio de 76 km ao redor de Eden.